# Colebrooke Settlement
Colebrook Settlement est une communauté non incorporée du comté de Restigouche au nord de la province canadienne du Nouveau-Brunswick. Elle est située dans le village d'Atholville. Elle est fondée en 1843 ou avant par des Acadiens de la Gaspésie et quelques néo-brunswickois.

## Annexe